# 제20차 중국공산당 전국대표대회
제20차 중국공산당 전국대표대회는 2022년 10월 16일부터 2022년 10월 22일 간 중국 베이징에서 열렸던 대회이다. 약칭은 '20차 당대회'. 제20차 중앙위원회 위원을 선출했다. 20차 당대회를 통해서 중국공산당의 주요 보직에 시진핑 총서기와 가까운 사람들로 임명되었다. 특히 시진핑 총서기 3연임이 확정되었다는 점에서 그 의미가 크며, 최대 2연임만 가능했던 과거의 불문율을 깨고 시진핑 총서기의 장기 집권 체제가 완성되었다. 이를 통해서 시진핑은 마오쩌둥 이래 가장 강력한 중국의 지도자가 되었다. 

## 소집
관례에 따르면 전국대표대회는 중앙위원회가 5년마다 가을에 소집한다. 직전 전국대표대회는 2017년 10월 18일 ~ 2017년 10월 24일 간 열린 제19차 중국공산당 전국대표대회였다. 

## 목표
중국공산당 중앙위원회 총서기(중국 최고지도자), 중국공산당 중앙정치국, 중국공산당 중앙정치국 상무위원회(중국 최고지도부), 중국공산당 중앙서기처, 중국공산당 중앙군사위원회 등 중앙지도 기관과 책임자를 선출한다.

### 중국공산당 중앙위원회 총서기
시진핑 총서기의 3연임이 결정되었다.

### 중국공산당 중앙정치국 상무위원회
시진핑 총서기 이외에 리창, 자오러지, 왕후닝, 차이치, 딩쉐샹, 리시가 새로운 상무위원으로 임명되었다.

### 중국공산당 중앙정치국
딩쉐샹 중앙판공청 주임, 시진핑 중국공산당 총서기, 마싱루이 신장 당서기, 왕이 국무위원 겸 외교부장, 왕후닝 중앙서기처 전 서기, 인리 푸젠성 당서기, 스타이펑 사회과학원장, 류궈중 산시성 당서기, 리시 광둥성 당서기, 리창 상하이시 당서기, 리간제 산둥성 당서기, 리슈레이 중앙선전부 부부장, 리훙중 톈진시 당서기, 허웨이둥 중앙군사위 부주석, 허리펑 국가발전개혁위 주임, 장유샤 중앙군사위 부주석, 장궈칭 랴오닝성 당서기, 천원칭 국가안전부 부장, 천지닝 베이징시 시장, 천민얼 충칭시 당서기, 자오러지 전 기율검사위 서기, 위안자쥔 저장성 당서기, 황쿤밍 중앙선전부장, 차이치 베이징시 당 서기가 임명되었다.

### 중국공산당 중앙서기처
차이치, 스타이펑, 리간제, 리슈레이, 천원칭, 류진궈, 왕샤오훙가 임명되었다.

### 중국공산당 중앙군사위원회
주석에 시진핑, 부주석에 장유샤, 허웨이둥, 위원에는 류전리, 리샹푸, 먀오화, 장성민이 임명되었다.

### 중앙위원회 위원 및 후보위원
중앙위원회 위원 205명과 후보위원 171명이 임명되었다.

## 중국공산당 당 갱신
양개수호 의무를 당장에 명시하였는데, 이는 시진핑 총서기의 당 중앙 핵심 지위 및 전당 핵심 지위, 그리고 당 중앙의 권위와 집중통일영도를 각각 결연히 수호해야 한다는 의미다.